# Motomondiale 1981
La stagione 1981 è stata la trentatreesima del Motomondiale. Si disputarono 14 GP (con il ritorno delle gare in Argentina, Austria, Svezia e la novità San Marino) ma nessuna delle classi li disputò tutti.

## Il contesto
Nella classe regina si assistette a una battaglia tra Marco Lucchinelli e Randy Mamola: tra i due piloti Suzuki sarà l'italiano ad avere la meglio. Solo terzo il campione uscente Kenny Roberts con una Yamaha.
Doppietta in 250 e 350 per Anton Mang e la Kawasaki: nella quarto di litro il tedesco vincerà dieci delle dodici gare in programma. Decimo titolo mondiale per Ángel Nieto, in sella alla bolognese Minarelli 125, mentre Ricardo Tormo conquista il suo secondo titolo della classe 50. Nei sidecar, ritorno alla vittoria per lo svizzero Rolf Biland, con l'LCR motorizzato Yamaha.
Ennesima tragedia sulle piste: il francese Michel Rougerie, vicecampione della 250 nel 1975, perse tragicamente la vita nel GP di Jugoslavia, colpito da un altro pilota dopo essere caduto nella gara della 350.
Il 1981 vide anche la prima edizione del campionato Europeo Velocità, serie creata dalla FIM per essere propedeutica al Mondiale. Parteciparono al campionato le stesse classi del Motomondiale (tranne la 350), e i vincitori dei titoli europei furono:
- 50:  Giuseppe Ascareggi (Minarelli)
- 125:  Pierluigi Aldrovandi (MBA)
- 250:  Herbert Hauf (Yamaha)
- 500:  Leandro Becheroni (Suzuki)
- Sidecar:  John Barker/John Brushwood (Yamaha)[1]

## Il calendario
| Data Resoconto      | Gran Premio (Circuito)                   | Vincitori         | Vincitori      | Vincitori           | Vincitori         | Vincitori         | Vincitori                      |
| Data Resoconto      | Gran Premio (Circuito)                   | classe 50         | classe 125     | classe 250          | classe 350        | classe 500        | sidecar                        |
| 22 marzo Resoconto  | GP d'Argentina (Buenos Aires)            |                   | Ángel Nieto    | Jean-François Baldé | Jon Ekerold       |                   |                                |
| 26 aprile Resoconto | GP d'Austria (Salisburgo)                |                   | Ángel Nieto    |                     | Patrick Fernandez | Randy Mamola      | Jock Taylor Benga Johansson    |
| 3 maggio Resoconto  | GP della Germania Ovest (Hockenheimring) | Stefan Dörflinger | Ángel Nieto    | Anton Mang          | Anton Mang        | Kenny Roberts     | Alain Michel Michael Burkhard  |
| 10 maggio Resoconto | GP delle Nazioni (Monza)                 | Ricardo Tormo     | Guy Bertin     | Éric Saul           | Jon Ekerold       | Kenny Roberts     |                                |
| 17 maggio Resoconto | GP di Francia (Paul Ricard)              |                   | Ángel Nieto    | Anton Mang          |                   | Marco Lucchinelli | Rolf Biland Kurt Waltisperg    |
| 24 maggio Resoconto | GP di Spagna (Jarama)                    | Ricardo Tormo     | Ángel Nieto    | Anton Mang          |                   |                   | Rolf Biland Kurt Waltisperg    |
| 31 maggio Resoconto | GP di Jugoslavia (Fiume)                 | Ricardo Tormo     | Loris Reggiani |                     | Anton Mang        | Randy Mamola      |                                |
| 27 giugno Resoconto | GP d'Olanda (Assen)                      | Ricardo Tormo     | Ángel Nieto    | Anton Mang          | Anton Mang        | Marco Lucchinelli | Alain Michel Michael Burkhardt |
| 5 luglio Resoconto  | GP del Belgio (Spa)                      | Ricardo Tormo     |                | Anton Mang          |                   | Marco Lucchinelli | Rolf Biland Kurt Waltisperg    |
| 12 luglio Resoconto | GP di San Marino (Imola)                 | Ricardo Tormo     | Loris Reggiani | Anton Mang          |                   | Marco Lucchinelli |                                |
| 2 agosto Resoconto  | GP di Gran Bretagna (Silverstone)        |                   | Ángel Nieto    | Anton Mang          | Anton Mang        | Jack Middelburg   | Rolf Biland Kurt Waltisperg    |
| 9 agosto Resoconto  | GP di Finlandia (Imatra)                 |                   | Ángel Nieto    | Anton Mang          |                   | Marco Lucchinelli | Rolf Biland Kurt Waltisperg    |
| 16 agosto Resoconto | GP di Svezia (Anderstorp)                |                   | Ricardo Tormo  | Anton Mang          |                   | Barry Sheene      | Rolf Biland Kurt Waltisperg    |
| 30 agosto Resoconto | GP di Cecoslovacchia (Brno)              | Theo Timmer       |                | Anton Mang          | Anton Mang        |                   | Rolf Biland Kurt Waltisperg    |

## Sistema di punteggio e legenda
| Pos.  | 1  | 2  | 3  | 4 | 5 | 6 | 7 | 8 | 9 | 10 | 11> |
| ----- | -- | -- | -- | - | - | - | - | - | - | -- | --- |
| Punti | 15 | 12 | 10 | 8 | 6 | 5 | 4 | 3 | 2 | 1  | 0   |

## Le classi

### Classe 500

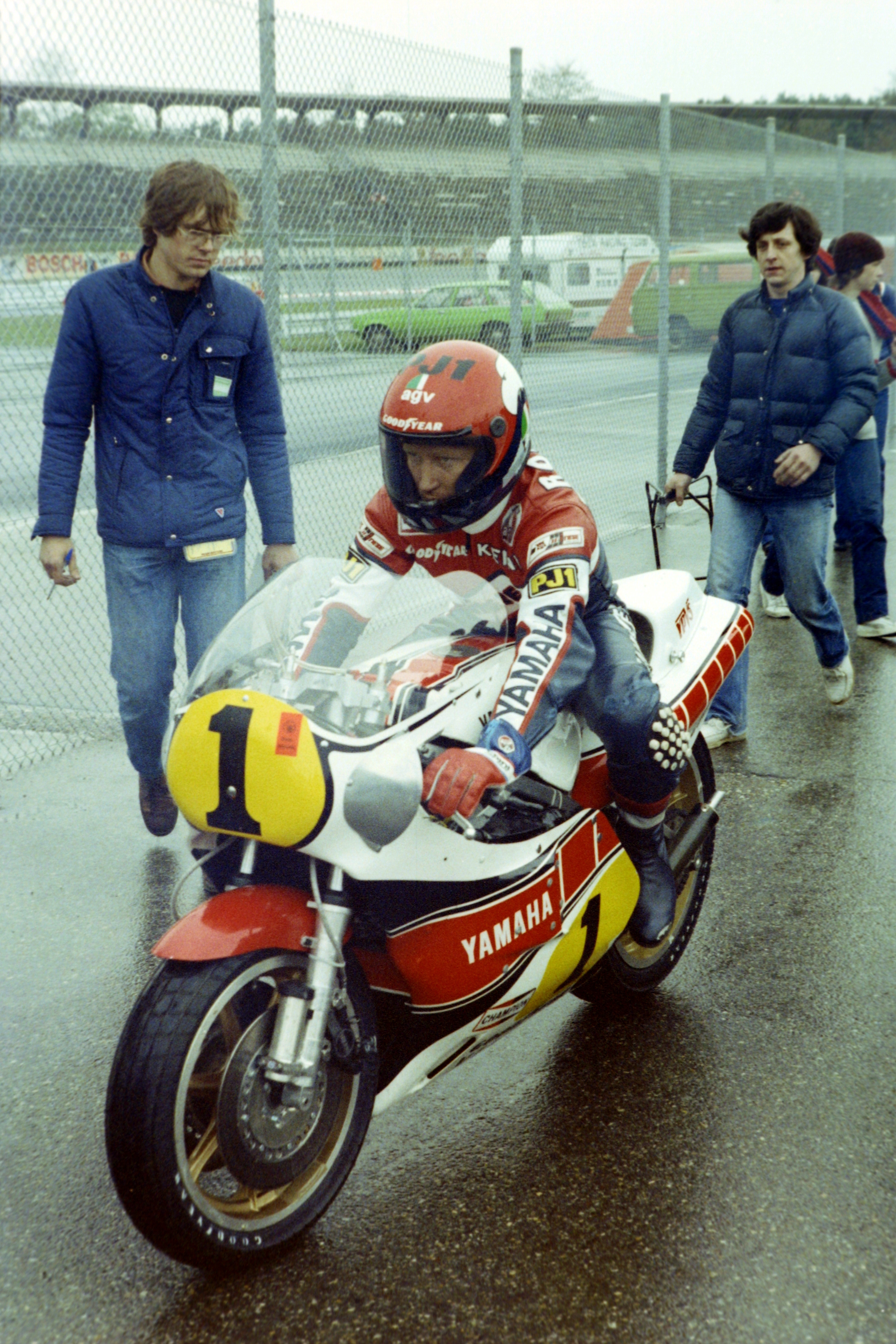
Kenny Roberts al GP di Germania 1981.

Il campionato della classe 500 venne disputato su 11 prove, non essendo la classe regina al via nei gran premi d'Argentina, di Spagna e di Cecoslovacchia.
Dopo un inizio di stagione con la vittoria nei primi due gran premi dei piloti statunitensi Kenny Roberts e Randy Mamola (durante l'anno si aggiudicarono due prove a testa), il titolo fu appannaggio di Marco Lucchinelli che ottenne 5 vittorie corredate anche di 7 pole position.
La situazione delle varie case motociclistiche rimase quasi invariata rispetto all'anno precedente: la Suzuki continuava ad appoggiarsi sugli stessi tre team principali che presentavano in gara Graeme Crosby, Randy Mamola, Wil Hartog (che a metà stagione annunciò il suo ritiro dalle competizioni, con le sue motociclette ufficiali che passarono a Franco Uncini) e Marco Lucchinelli; Yamaha dal canto suo, dopo aver fornito di moto ufficiali solo Roberts l'anno precedente, ne affidò una seconda ad un team diverso che schierò Barry Sheene. Curiosamente, nel corso della stagione, proprio la Yamaha di Roberts cambiò la sua livrea gialla con una bianco-rossa che rappresentava un ritorno al passato.
Si presentavano invece in forma ufficiale e con team propri Cagiva, Honda, Kawasaki, Morbidelli e Sanvenero; nessuna di esse riuscì però ad ottenere risultati di particolare rilievo, con la sola Kawasaki in grado di ottenere punti iridati grazie a Kork Ballington piazzatosi al nono posto stagionale.
Per quanto non appaia nelle classifiche finali, in questa annata si fece notare un altro giovane statunitense, Freddie Spencer, che al GP di Gran Bretagna riuscì a portare la Honda NR500 fino al quinto posto prima di cadere e ritirarsi.
A fine stagione, con sorpresa, arrivarono gli annunci del ritiro del team Suzuki britannico che aveva goduto dell'appoggio del reparto corse fin dal ritiro del team ufficiale, nonché del passaggio del neo iridato Lucchinelli alla Honda.

Classifica piloti (prime 5 posizioni)
| Pos. | Pilota            | Moto   |    |     |    |     |   |    |   |     |   |    |     |     |     |    | P.ti |
| ---- | ----------------- | ------ | -- | --- | -- | --- | - | -- | - | --- | - | -- | --- | --- | --- | -- | ---- |
| 1    | Marco Lucchinelli | Suzuki | NE | Rit | 3  | 5   | 1 | NE | 2 | 1   | 1 | 1  | 19  | 1   | 9   | NE | 105  |
| 2    | Randy Mamola      | Suzuki | NE | 1   | 2  | Rit | 2 | NE | 1 | Rit | 3 | 4  | 3   | 2   | 13  | NE | 94   |
| 3    | Kenny Roberts     | Yamaha | NE | Rit | 1  | 1   | 5 | NE | 3 | NP  | 2 | NP | 2   | 7   | Rit | NE | 74   |
| 4    | Barry Sheene      | Yamaha | NE | 4   | 6  | 3   | 4 | NE | 5 | Rit | 4 | 2  | Rit | Rit | 1   | NE | 72   |
| 5    | Graeme Crosby     | Suzuki | NE | 2   | 13 | 2   | 3 | NE | 4 | Rit | 7 | 3  | Rit | 5   | 5   | NE | 68   |
| Pos. | Pilota            | Moto   |    |     |    |     |   |    |   |     |   |    |     |     |     |    | P.ti |

| Legenda                                                                        | 1º posto        | 2º posto        | 3º posto | A punti      | Senza punti        | Grassetto=Pole position Corsivo=Giro più veloce |
| Legenda                                                                        | Gara non valida | Non qualificato | Ritirato | Squalificato | "-" Dato non disp. | Grassetto=Pole position Corsivo=Giro più veloce |
| Fonte dei dati: motogp.com, racingmemo.free.fr, autosport.com, jumpingjack.nl. |                 |                 |          |              |                    |                                                 |

### Classe 350
Furono solo 8 su 14 le prove disputate dalla classe 350 e, al termine della stagione le prime due posizioni risultarono invertite rispetto all'anno precedente con Anton Mang sulla Kawasaki (che vinse 5 gare) a precedere Jon Ekerold sulla Bimota-Yamaha (vincitore di 2 gare).
Per il secondo anno consecutivo la terza piazza fu invece di Jean-François Baldé su Kawasaki.
Classifica piloti (prime 5 posizioni)
| Pos. | Pilota              | Moto          |   |     |     |     |    |    |   |   |    |    |    |    |    |     | P.ti |
| ---- | ------------------- | ------------- | - | --- | --- | --- | -- | -- | - | - | -- | -- | -- | -- | -- | --- | ---- |
| 1    | Anton Mang          | Kawasaki      | 7 | 2   | 1   | 2   | NE | NE | 1 | 1 | NE | NE | 1  | NE | NE | 1   | 103  |
| 2    | Jon Ekerold         | Bimota-Yamaha | 1 | 3   | Rit | 1   | NE | NE | 2 |   | NE | NE | NQ | NE | NE |     | 52   |
| 3    | Jean-François Baldé | Kawasaki      | 2 | Rit | Rit | Rit | NE | NE | 6 | 3 | NE | NE | 3  | NE | NE | 2   | 49   |
| 4    | Patrick Fernandez   | Bimota-Yamaha | 4 | 1   | Rit | 4   | NE | NE | 7 | 4 | NE | NE | 8  | NE | NE | Rit | 46   |
| 5    | Carlos Lavado       | Yamaha        | 3 | 5   | Rit | 8   | NE | NE | 3 | 2 | NE | NE |    | NE | NE |     | 41   |
| Pos. | Pilota              | Moto          |   |     |     |     |    |    |   |   |    |    |    |    |    |     | P.ti |

| Legenda                                                                        | 1º posto        | 2º posto        | 3º posto | A punti      | Senza punti        | Grassetto=Pole position Corsivo=Giro più veloce |
| Legenda                                                                        | Gara non valida | Non qualificato | Ritirato | Squalificato | "-" Dato non disp. | Grassetto=Pole position Corsivo=Giro più veloce |
| Fonte dei dati: motogp.com, racingmemo.free.fr, autosport.com, jumpingjack.nl. |                 |                 |          |              |                    |                                                 |

### Classe 250
Già vincitore anche l'anno precedente, oltre che nella classe 350, Anton Mang riuscì a riconquistare il titolo, in maniera ancor più netta rispetto al 1980. Precedette in classifica il secondo pilota Kawasaki, Jean-François Baldé.
Durante l'anno si registrò anche la prima vittoria di una moto equipaggiata da un telaio Chevallier (costruita dal fratello del pilota Olivier Chevallier) e motorizzata Yamaha: ciò avvenne con Éric Saul che si impose in Italia.
Tra le curiosità della quarto di litro si segnalano i primi ed unici punti in carriera ottenuti in questa classe dal pluriiridato Ángel Nieto e le prime apparizioni in Europa, pur senza risultati di particolare rilievo, di Eddie Lawson.

Classifica piloti (prime 5 posizioni)
| Pos. | Pilota              | Moto          |     |    |     |     |     |    |    |   |    |    |    |     |     |     | P.ti |
| ---- | ------------------- | ------------- | --- | -- | --- | --- | --- | -- | -- | - | -- | -- | -- | --- | --- | --- | ---- |
| 1    | Anton Mang          | Kawasaki      | 14  | NE | 1   | 3   | 1   | 1  | NE | 1 | 1  | 1  | 1  | 1   | 1   | 1   | 160  |
| 2    | Jean-François Baldé | Kawasaki      | 1   | NE | 9   | 6   | 4   | 2  | NE | 6 | 3  | 3  | 7  | 2   | 3   | 9   | 95   |
| 3    | Roland Freymond     | Ad Maiora     | 5   | NE | 3   | Rit | Rit | 13 | NE | 4 | 11 | 2  | 2  | Rit | 2   | 2   | 72   |
| 4    | Carlos Lavado       | Yamaha        | Rit | NE | 2   | Rit | 3   | 3  | NE | 2 | 2  | NP |    |     |     |     | 56   |
| 5    | Patrick Fernandez   | Bimota-Yamaha | 3   | NE | Rit | 5   | 7   | 6  | NE | 3 | 12 | 8  | 20 | 6   | Rit | Rit | 43   |
| Pos. | Pilota              | Moto          |     |    |     |     |     |    |    |   |    |    |    |     |     |     | P.ti |

| Legenda                                                                        | 1º posto        | 2º posto        | 3º posto | A punti      | Senza punti        | Grassetto=Pole position Corsivo=Giro più veloce |
| Legenda                                                                        | Gara non valida | Non qualificato | Ritirato | Squalificato | "-" Dato non disp. | Grassetto=Pole position Corsivo=Giro più veloce |
| Fonte dei dati: motogp.com, racingmemo.free.fr, autosport.com, jumpingjack.nl. |                 |                 |          |              |                    |                                                 |

### Classe 125
Nella prima posizione della classifica piloti ci fu nell'ottavo di litro Ángel Nieto su Minarelli che precedette la moto gemella di Loris Reggiani. I due compagni di squadra si aggiudicarono 10 delle 12 prove disputate (8 Nieto e 2 Reggiani), lasciando la vittoria alle Sanvenero di Ricardo Tormo e di Guy Bertin rispettivamente in Svezia e in Italia.
Il detentore del titolo Pier Paolo Bianchi si dovette quest'anno accontentare della terza posizione finale.
Classifica piloti (prime 5 posizioni)
| Pos. | Pilota             | Moto       |   |     |     |     |    |   |     |     |    |    |    |     |     |    | P.ti |
| ---- | ------------------ | ---------- | - | --- | --- | --- | -- | - | --- | --- | -- | -- | -- | --- | --- | -- | ---- |
| 1    | Ángel Nieto        | Minarelli  | 1 | 1   | 1   | 4   | 1  | 1 | Rit | 1   | NE | 2  | 1  | 1   |     | NE | 140  |
| 2    | Loris Reggiani     | Minarelli  | 2 | 2   | Rit | 2   | 6  | 5 | 1   | 2   | NE | 1  | NP |     | 5   | NE | 95   |
| 3    | Pier Paolo Bianchi | MBA        | 5 | 3   | Rit | Rit | 3  | 3 | 2   | 3   | NE | 3  | 4  | Rit | 4   | NE | 84   |
| 4    | Hans Müller        | MBA        | - | 6   | 3   | 5   | 4  | 4 | 3   | 4   | NE | 17 | 11 | Rit | 8   | NE | 58   |
| 5    | Jacques Bolle      | Motobécane | 3 | Rit | Rit | 3   | 26 | 6 | 11  | Rit | NE | 5  | 2  | 2   | Rit | NE | 55   |
| Pos. | Pilota             | Moto       |   |     |     |     |    |   |     |     |    |    |    |     |     |    | P.ti |

| Legenda                                                                        | 1º posto        | 2º posto        | 3º posto | A punti      | Senza punti        | Grassetto=Pole position Corsivo=Giro più veloce |
| Legenda                                                                        | Gara non valida | Non qualificato | Ritirato | Squalificato | "-" Dato non disp. | Grassetto=Pole position Corsivo=Giro più veloce |
| Fonte dei dati: motogp.com, racingmemo.free.fr, autosport.com, jumpingjack.nl. |                 |                 |          |              |                    |                                                 |

### Classe 50
La casa motociclistica che si rivelò maggiormente competitiva nella categoria di minor cilindrata fu la spagnola Bultaco che ottenne le due prime posizioni in classifica con Ricardo Tormo (che aveva lasciato la Kreidler) e Theo Timmer.
La stagione si svolse su solo 8 prove e i primi due piloti si imposero in sette occasioni lasciando al terzo classificato Stefan Dörflinger su Kreidler la vittoria solo al Gran Premio motociclistico di Germania, prova inaugurale dell'anno per questa classe.
Classifica piloti (prime 5 posizioni)
| Pos. | Pilota             | Moto     |    |    |     |   |    |    |   |     |     |   |    |    |    |     | P.ti |
| ---- | ------------------ | -------- | -- | -- | --- | - | -- | -- | - | --- | --- | - | -- | -- | -- | --- | ---- |
| 1    | Ricardo Tormo      | Bultaco  | NE | NE | Rit | 1 | NE | 1  | 1 | 1   | 1   | 1 | NE | NE | NE |     | 90   |
| 2    | Theo Timmer        | Bultaco  | NE | NE | Rit | 5 | NE | 4  | 4 | 4   | 3   | 3 | NE | NE | NE | 1   | 65   |
| 3    | Stefan Dörflinger  | Kreidler | NE | NE | 1   | 2 | NE | 2  | 2 | Rit |     |   | NE | NE | NE | Rit | 51   |
| 4    | Hans-Jürgen Hummel | Sachs    | NE | NE | 2   | 6 | NE | NQ | 8 | 6   | 5   | 5 | NE | NE | NE | 5   | 43   |
| 5    | Hagen Klein        | Kreidler | NE | NE | Rit | 3 | NE | 6  | 5 | 5   | Rit | 6 | NE | NE | NE | 4   | 40   |
| Pos. | Pilota             | Moto     |    |    |     |   |    |    |   |     |     |   |    |    |    |     | P.ti |

| Legenda                                                                        | 1º posto        | 2º posto        | 3º posto | A punti      | Senza punti        | Grassetto=Pole position Corsivo=Giro più veloce |
| Legenda                                                                        | Gara non valida | Non qualificato | Ritirato | Squalificato | "-" Dato non disp. | Grassetto=Pole position Corsivo=Giro più veloce |
| Fonte dei dati: motogp.com, racingmemo.free.fr, autosport.com, jumpingjack.nl. |                 |                 |          |              |                    |                                                 |

### Classe sidecar
Classifica equipaggi (prime 5 posizioni)
| Pos. | Pilota                         | Moto          |    |   |   |    |   |   |    |   |   |    |   |   |   |   | P.ti |
| ---- | ------------------------------ | ------------- | -- | - | - | -- | - | - | -- | - | - | -- | - | - | - | - | ---- |
| 1    | Rolf Biland/Kurt Waltisperg    | LCR-Yamaha    | NE | 2 | - | NE | 1 | 1 | NE | 3 | 1 | NE | 1 | 1 | 1 | 1 | 127  |
| 2    | Alain Michel/Michael Burkhard  | Seymaz-Yamaha | NE | 3 | 1 | NE | 3 | 2 | NE | 1 | 3 | NE | 3 | - | 2 | 2 | 106  |
| 3    | Jock Taylor/Benga Johansson    | Fowler-Yamaha | NE | 1 | 2 | NE | 2 | 9 | NE | 2 | 2 | NE | - | 2 | 3 | - | 87   |
| 4    | Derek Jones/Brian Ayres        | ?-Yamaha      | NE | - | 5 | NE | 5 | 4 | NE | - | 5 | NE | 2 | - | 6 | 3 | 53   |
| 5    | Werner Schwärzel/Andreas Huber | Seymaz-Yamaha | NE | 4 | 3 | NE | - | - | NE | - | 6 | NE | 7 | 3 | 5 | 4 | 51   |
| Pos. | Pilota                         | Moto          |    |   |   |    |   |   |    |   |   |    |   |   |   |   | P.ti |

| Legenda                                                                        | 1º posto        | 2º posto        | 3º posto | A punti      | Senza punti        | Grassetto=Pole position Corsivo=Giro più veloce |
| Legenda                                                                        | Gara non valida | Non qualificato | Ritirato | Squalificato | "-" Dato non disp. | Grassetto=Pole position Corsivo=Giro più veloce |
| Fonte dei dati: motogp.com, racingmemo.free.fr, autosport.com, jumpingjack.nl. |                 |                 |          |              |                    |                                                 |